# Corgatha
Corgatha är ett släkte av fjärilar. Corgatha ingår i familjen nattflyn.

## Bildgalleri

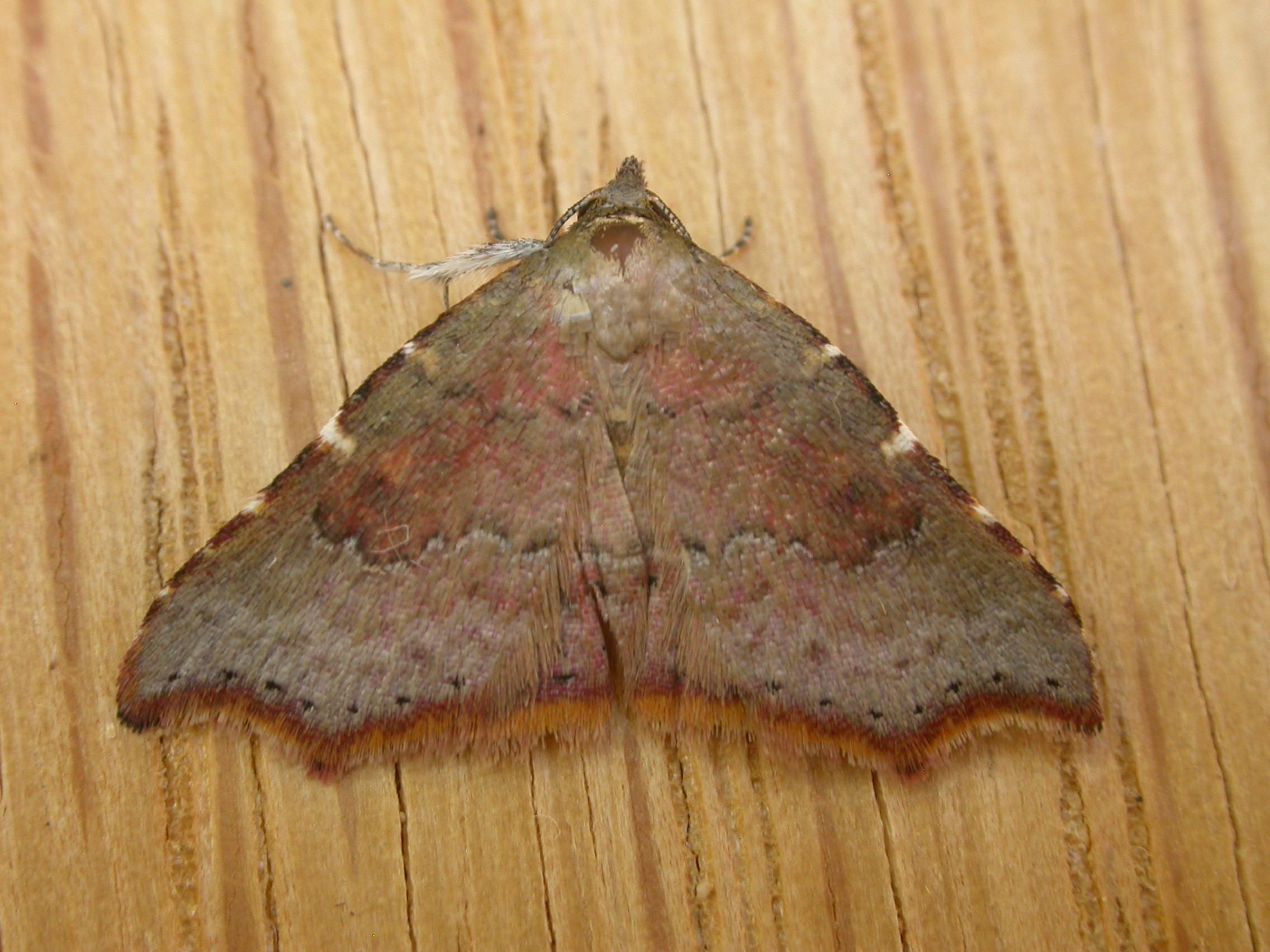

## Dottertaxa tillCorgatha, i alfabetisk ordning[1]
- Corgatha acutalineata
- Corgatha aequa
- Corgatha albivertex
- Corgatha ancistrodes
- Corgatha argenticosta
- Corgatha argentisparsa
- Corgatha argillacea
- Corgatha atripuncta
- Corgatha binotata
- Corgatha bipunctata
- Corgatha castanea
- Corgatha castaneorufa
- Corgatha chionocrapsis
- Corgatha costalba
- Corgatha costimacula
- Corgatha costinotalis
- Corgatha crassilineata
- Corgatha daphoena
- Corgatha dichionistis
- Corgatha dictaria
- Corgatha diploata
- Corgatha drepanodes
- Corgatha emarginata
- Corgatha enispodes
- Corgatha figuralis
- Corgatha flavicosta
- Corgatha funebris
- Corgatha fusca
- Corgatha gemmifer
- Corgatha gifuensis
- Corgatha griseicosta
- Corgatha griseiplaga
- Corgatha hebescens
- Corgatha hypoxantha
- Corgatha inflammata
- Corgatha laginia
- Corgatha leucocrossa
- Corgatha liberata
- Corgatha macariodes
- Corgatha melanistis
- Corgatha metalligera
- Corgatha miltophyres
- Corgatha miltopolia
- Corgatha minor
- Corgatha minuta
- Corgatha molybdophaes
- Corgatha nabalua
- Corgatha nawai
- Corgatha neona
- Corgatha nigricosta
- Corgatha nigripalpis
- Corgatha obsoleta
- Corgatha ochrida
- Corgatha ochrobapta
- Corgatha odontota
- Corgatha ozolica
- Corgatha paucifasciata
- Corgatha pleuroplaca
- Corgatha poliostrota
- Corgatha porphyrea
- Corgatha producta
- Corgatha pusilla
- Corgatha pygmaea
- Corgatha reducta
- Corgatha rosacea
- Corgatha roseocrea
- Corgatha rubecula
- Corgatha rubra
- Corgatha sasakii
- Corgatha semipardata
- Corgatha straminea
- Corgatha subindicata
- Corgatha tana
- Corgatha tenuilineata
- Corgatha terracotta
- Corgatha thyridioides
- Corgatha tornalis
- Corgatha xanthobela
- Corgatha yoshinoensis
- Corgatha zonalis